# Вельмогово
Вельмогово — село у складі міського поселення Клин Клинського району Московської області Російської Федерації.

## Розташування
Село Вельмогово входить до складу міського поселення Клин. Найближчі населені пункти Медведково, Головково. Найближча залізнична станція Клин.

## Населення
Станом на 2010 рік у селі проживало 159 людей